# Evander Holyfield
Evander Holyfield, med smeknamnet "The Real Deal", född 19 oktober 1962 i Atmore, Alabama, är en amerikansk före detta proffsboxare och fyrfaldig världsmästare i tungvikt samt i cruiservikt.

## Boxningskarriär
Holyfield deltog i OS 1984 och vann där en bronsmedalj i lätt tungvikt efter att omdiskuterat ha diskats i semifinalen. Efter det blev han professionell boxare och tog 1986 WBA-titeln i cruiservikt genom att besegra Dwight Muhammad Qawi. 1988 avsade han sig mästartitlarna och blev tungviktare. 1990 mötte och vann Holyfield över James Buster Douglas som sensationellt slagit ut den då obesegrade tungviktsmästaren Mike Tyson.
1992 förlorade han mästartiteln i tungvikt till Riddick Bowe. Året efter återtog han WBA och IBF-titlarna från Bowe men förlorade 1994 återigen mästartitlarna mot Michael Moorer. Efter denna match konstaterade läkare att Holyfield hade en hjärtsjukdom. Därför tilläts han inte gå några matcher förrän han 1996 åter blev mästare när han besegrade Mike Tyson, som på nytt blivit världsmästare i tungviktsboxning. Året efter vann Holyfield även returmatchen mot Tyson sedan utmanaren diskvalificerats efter att ha bitit i Holyfields båda öron. 
1999 möttes Holyfield och WBC-mästaren Lennox Lewis. På spel stod alla tre bältena (WBC/WBA/IBF). Matchen blev mycket kontroversiell då den slutade oavgjord trots att Lewis träffade med mer än dubbelt så många slag. Det blev dock en returmatch åtta månader senare som Lewis vann på poäng. Under några år var inte Holyfield särskilt aktiv, men återkom 2007.

## Dopningsanklagelser
Den 28 februari 2007 kunde Holyfield kopplas till ett apotek i Alabama som stod under utredning misstänkt för att försörja idrottare med illegala anabola steroider och tillväxthormon (HGH). Holyfield förnekade att han någonsin använt prestationshöjande medel.  
Holyfields namn fanns visserligen inte med i utredningen, däremot fanns en klient med vid namn "Evan Fields" med samma födelsedatum som Holyfield. Vidare var adressen nästan exakt samma som Holyfields och boxaren svarade också i telefon när man ringde upp det telefonnummer som tillhörde ”Evan Fields”.
Den 10 mars 2007 tillkännagav Holyfield att han skulle driva sin egen utredning av dopninganklagelserna för att rentvå sitt namn .